# If You’ve Got Trouble
If You’ve Got Trouble (englisch sinngemäß für: Wenn du Ärger hast) ist ein Lied der britischen Band The Beatles, das 1996 auf ihrem Kompilationsalbum Anthology 2 veröffentlicht wurde. Komponiert wurde es von John Lennon und Paul McCartney und unter der Autorenangabe Lennon/McCartney veröffentlicht.

## Hintergrund
Ursprünglich war das Lied für das Album Help! vorgesehen, doch nachdem die Beatles If You’ve Got Trouble mit den Aufnahmen nicht zufrieden waren, wurde weder an dem Lied weiter gearbeitet noch wurde es einem anderen Künstler angeboten. 
George Harrison sagte während der Arbeiten zum Anthology-Projekt über das Lied: „Wir sind gerade darauf gestoßen, und es ist ein absolut seltsames Lied. Ich kann mich nicht daran erinnern, es jemals eingespielt zu haben. Der Text ist dumm und die Melodie völlig bescheuert. Kein Wunder, dass es das Stück auf keine Platte geschafft hat.“

## Aufnahme der Beatles
If You’ve Got Trouble wurde am 18. Februar 1965 in den Londoner Abbey Road Studios (Studio 2) mit dem Produzenten George Martin aufgenommen. Norman Smith war der Toningenieur der Aufnahmen. Die Band nahm einen Take auf, der mit mehreren Overdubs versehen wurde. Am 18. Februar wurde zwischen 15:30 und 17:15 Uhr noch das Lied You’ve Got to Hide Your Love Away aufgenommen, zwischen 18 und 22:30 Uhr wurde If You’ve Got Trouble und anschließend Tell Me What You See eingespielt.
Die Abmischung des Liedes erfolgte am 20. Februar 1965 in Mono und am 23. Februar 1965 in Stereo. Für die Veröffentlichung im Jahr 1996 wurde eine neue Stereoversion hergestellt.
Besetzung:
- John Lennon: Rhythmusgitarre, Hintergrundgesang
- Paul McCartney: Bass, Hintergrundgesang
- George Harrison: Leadgitarre, Hintergrundgesang
- Ringo Starr: Schlagzeug, Gesang

## Veröffentlichung
Am 13. März 1996 wurde If You’ve Got Trouble auf dem Kompilationsalbum Anthology 2 veröffentlicht.

## Coverversionen
- The Bristols – Introducing… [2]